# Rödsjön, Västergötland
Rödsjön är en sjö i Habo kommun i Västergötland och ingår i Motala ströms huvudavrinningsområde. Sjön har en area på 0,0757 kvadratkilometer och ligger 228,8 meter över havet. Rödsjön ligger i Rödsjön Natura 2000-område. Sjön avvattnas av vattendraget Rödån.

## Delavrinningsområde
Rödsjön ingår i det delavrinningsområde (643701-140071) som SMHI kallar för Utloppet av Rödsjön. Medelhöjden är 239 meter över havet och ytan är 0,52 kvadratkilometer. Räknas de 2 delavrinningsområdena uppströms in blir den ackumulerade arean 5,08 kvadratkilometer. Rödån som avvattnar avrinningsområdet har biflödesordning 2, vilket innebär att vattnet flödar genom totalt 2 vattendrag innan det når havet efter 194 kilometer. Delavrinningsområdet består mestadels av skog (85 %). Avrinningsområdet har 0,07 kvadratkilometer vattenytor vilket ger det en sjöprocent på 14,1 %.